# زیردریایی یو-۶۳۰
زیردریایی یو-۶۳۰ (به انگلیسی: German submarine U-630) یک زیردریایی است که طول آن ۶۷٫۱ متر (۲۲۰ فوت ۲ اینچ) می‌باشد. این زیردریایی در سال ۱۹۴۲ ساخته شد.